# Аврам Максимовић
Аврам Максимовић (Сомбор, 20. септембар 1772 — Сомбор, 13. јул 1845) је сомборски православни свештеник и катихета сомборске Препарандије. Написао је прву књигу о пчеларству на српском језику.

## Биографија
Први српски пчелар-писац, просветни радник, свештеник и узорни економ, Аврам Максимовић, родио се у Сомбору 20. септембра 1772. године. По завршеној богословији, зађаконио се 1790. године у Новом Саду и прво је био учитељ и ђакон у Сивцу. Године 1794. постао је свештеник парох у Леђену (Риђици). Одатле је 1803. године дошао је у Сомбор, где је био свештеник, а од 1829. до 1845. године и вероучитељ Учитељске школе. Као књижевник, објавио је 1806. године кратко поетско пригодно дело: Слово надгробное на смерт Ане кћери Константина Јанковића сенатора сомборског.
Спада у ред најзнаменитијих Сомбораца свога времена. У ондашњем Леђену на имању тамошњег спахије Ковача, упознао је и проучавао узорно вртларство (баштованлук), воћарство и пчеларство (кованлук). Када је дошао у Сомбор, купио је 14 јутара оранице и на тој земљи развио угледну економију, која је много допринела развоју пољопривреде сомборског краја. Имање је оградио печеном циглом и украсио украсним дрвећем и шибљем, који су окруживали башту и расадник. Максимовић је особиту пажњу поклањао пчеларству; на свом прелепом салашу држао је пчеле. За њега се говорило да је највећи "практични кованџија" свог времена; "наш Еренфеле". У стара времена стајало је пчеларсво под заштитом саме цркве. Овај српски књижевник је написао прву књигу о пчеларству Нови пчелар коју је штампао је у Будиму, 1810. године. Књига представља, први систематски рад те врсте код нас и једну од најбољих књига оног доба из те области. Књигу је написао на наговор митрополита Стефана Стратимировића.
Одиграо и значајну улогу у историји Сомборске учитељске школе. Он је дао иницијативу и залагао се да учитељска школа из Сентандреје, 1816. године пређе у Сомбор и да добије одговарајућу зграду. Сомборска црквена општина је определила за препарандију, кућу поред Светођурђевске цркве, коју је уредила и опремила. А када је, тридесетих година 20. века, ова школа преживљавала велику кадровску кризу, Максимовић је као једини професор, са још двојицом учитеља (Мојсеј Игњатовић из Новог Сада и син Гавро Максимовић из Сомбора), прихватио целокупну наставу ове школе, све док она није добила нов и спреман наставнички кадар од 1831. године. Био је први председник сомборске Српске читаонице. Године 1828. Максимовић је истицао да је члан Баварског (Фрауендорфског?) практичног баштованског друштва.
Умро је у Сомбору 1/13. јула 1845. године.

### Изворни цитат из књиге ПЧЕЛАР (ПЧЕЛАРЬ)
| „ | ГЛАВА I. О изношенїи пчелъ у време пролетъя. ¶. 56 Када пчеле изъ зимнища изнети, и у пчелникъ изложити потребно?[/i] Данъ, у кои по истеченїи зиме пчеле изнети треба, точно опредѣлити нїе можно; ибо то отъ времена зависи, когда сирѣчъ ранїе или позднїе лѣпїи и теплїи пролѣтни настану дны Зато неваля чекати прездникъ святыхъ 40 мученикъ, ни дана четвертка, но докъ снѣгъ наполакъ само отописе, и земля наполакя поцрни, кадя лѣпе у угодне дане видимо, свободно пчеле пустити можемо, Догодь е снѣгомъ земля покрывена, испущати пчеле нитко да се неусуди; акоть лѣпи... | ” |